# مورو ريتينو
مورو رياتينو (بالإيطالية: Morro Reatino) هي بلدية تقع في مقاطعة رييتي في إيطاليا، ضمن إقليم لاتسيو، على بعد حوالي 80 كم شمال شرق روما 15 كم شمال رييتي.
اشتهرت بأنها الموقع الذي صُور فيه الإعلان الأيقوني لشركة كوكاكولا في الستينيات "I'd like to buy the world a Coke". تم اختيار الموقع الخلاب من قبل المخرج هارفي جابور لإبراز رسالة الوحدة والانسجام التي يُعبر عنها الإعلان.